# Contea di Indian River
La contea di Indian River (in inglese Indian River County) si trova in Florida, negli Stati Uniti. Il suo capoluogo amministrativo è Vero Beach.

## Geografia fisica
La contea ha una superficie di 1.598 km² dei quali 294 sono acqua. È l'unica contea dell'Area Statistica Metropolitana di Sebastian-Vero Beach. Confina con:
- Contea di Brevard - nord
- Contea di St. Lucie - sud
- Contea di Okeechobee - sud-ovest
- Contea di Osceola - ovest

## Storia
La contea fu creata nel 1925 e deve il suo nome alla laguna del fiume Indian.

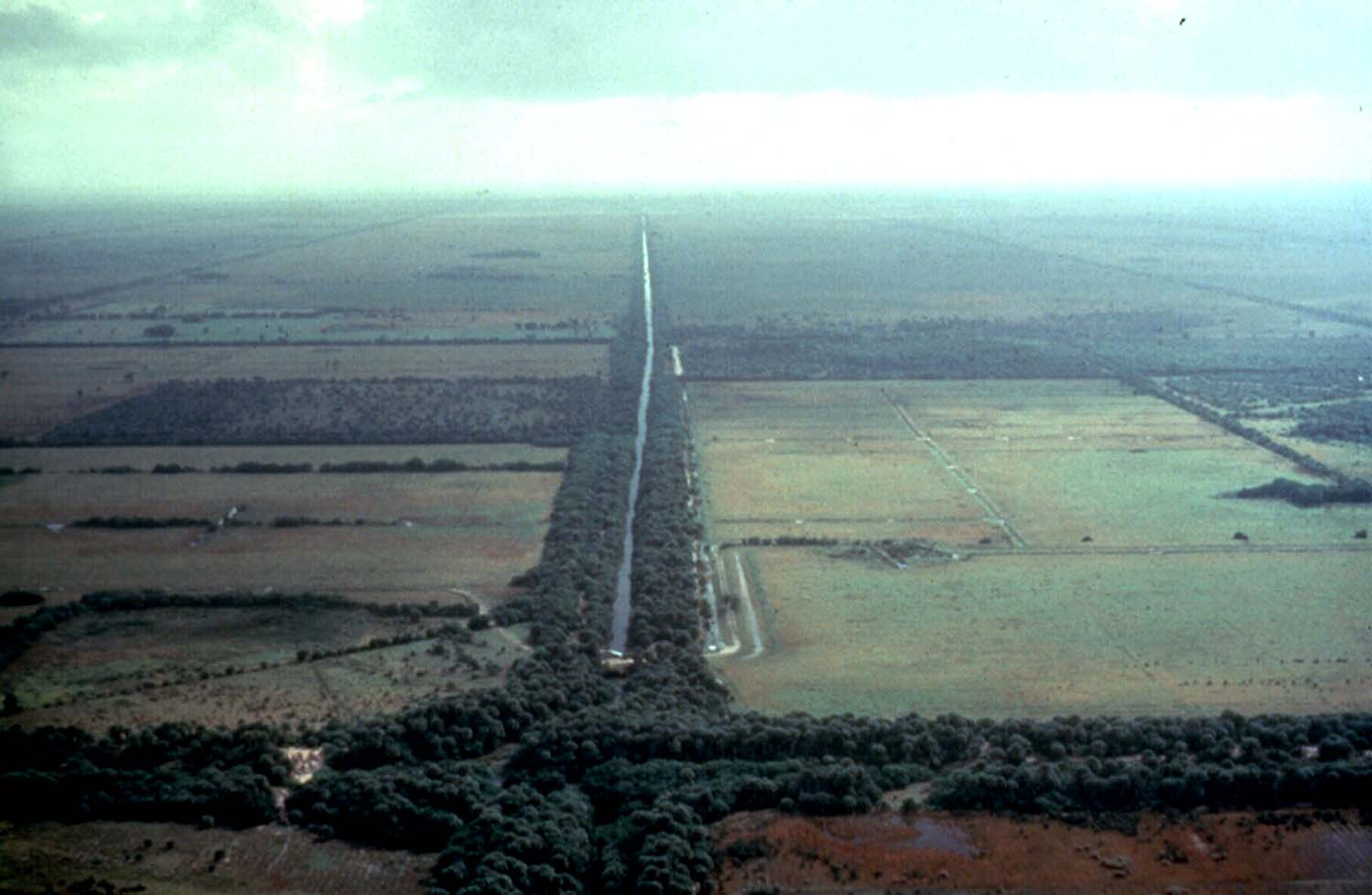
Canale di drenaggio sul fiume St. Johns nella parte settentrionale della contea

## Città principali
- Fellsmere
- Indian River Shores
- Orchid
- Sebastian
- Vero Beach

## Politica
| Anno | Repubblicani | Democratici | Altri |
| ---- | ------------ | ----------- | ----- |
| 2004 | 60,1%        | 39%         | 0,9%  |
| 2000 | 57,7%        | 39,8%       | 2,4%  |
| 1996 | 51,7%        | 37,2%       | 11,1% |
| 1992 | 43,5%        | 28,1%       | 28,3% |
| 1988 | 69,7%        | 29,6%       | 0,7%  |